# Veaceslav Ionov
Veaceslav Ionov (n. 26 iunie 1940, Moscova, RSFS Rusă, URSS – d. 25 iunie 2012) a fost un canoist ce a reprezentat Uniunea Republicilor Sovietice Socialiste, medaliat olimpic. A participat la o ediție a Jocurilor Olimpice (1964) în care a câștigat o medalie de aur.

## Participări
Lista de mai jos prezintă principalele competiții la care a participat Veaceslav Ionov de-a lungul carierei.
- canoeing at the 1964 Summer Olympics – men's K-4 1000 metres[*]